# Sandrine Jarron
Sandrine Jarron est une chef décoratrice et directrice artistique française.

## Biographie
Sandrine Jarron a participé par exemple aux films Colt 45, Bienvenue à bord ou Barbecue.

## Filmographie partielle
- 2011 : Bienvenue à bord d'Éric Lavaine
- 2014 : Colt 45 de Fabrice Du Welz
- 2014 : Barbecue d'Éric Lavaine
- 2018 : Grace à dieu de François Ozon
- 2020: Le prince oublié de Michel Hazanavicius
- 2020 : Mon cousin de Jan Kounen
- 2021 : Delicieux d'Eric Besnard
- 2023 : Soudain seuls de Thomas Bidegain
- 2023 : Asterix et Obelix : Les routes de la soie de Guillaume Canet
- 2023 : Le second tour d'Albert Dupontel
- 2024 : Emilia Perez de Jacques Audiard
- 2025 : Les disparues de la gare de Virgine Sauveur